# Ад (Божествена комедия)
„Ад“ (на италиански: Inferno) е първата от трите части на поемата „Божествена комедия“ от Данте Алигиери. Описва Ада - първото от трите царства на Отвъдния свят. Последвана е от частите „Чистилище“ и „Рай“.
Адът е първото място, посетено от Данте в неговото задгробно пътуване, предназначено да го доведе до спасение. Светът на прокълнатите, разделен според точна морална логика, произтичаща от Аристотелевата „Никомахова етика“, е описан според знанията и представите по времето на Данте. Адът е мястото на морална нищета, в което падналото човечество се оказва лишено от Божията благодат, способна да осветява действията на хората. 

## Общи характеристики

### Произход на „Ад“